# هایم هراری
حایم هراری (انگلیسی: Haim Harari؛ زاده ۱۸ نوامبر ۱۹۴۰) یک فیزیک‌دان اهل اسرائیل است.
وی همچنین برنده جوایزی همچون جایزه اسرائیل شده است.